# Christuskirche (Erfurt)

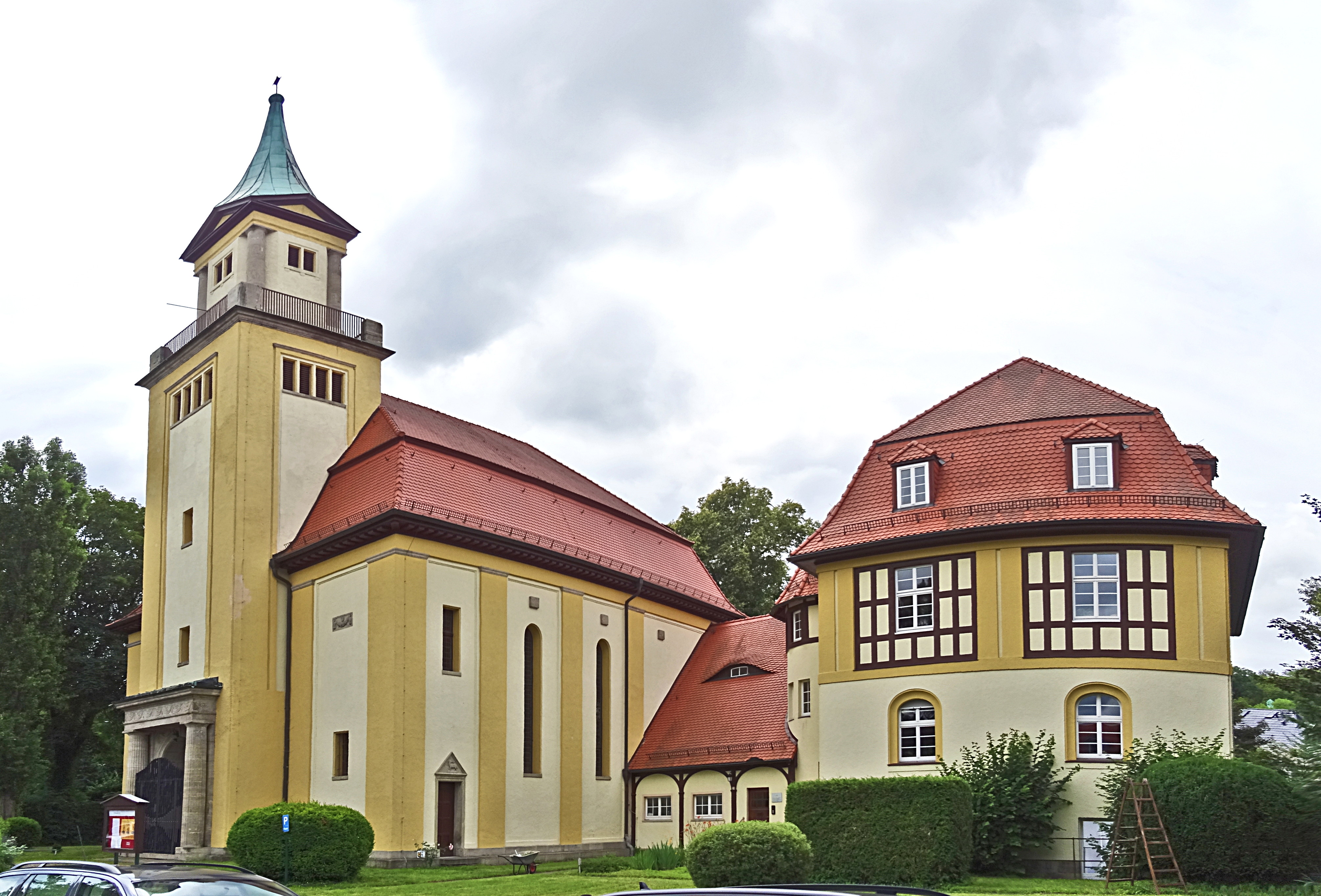
Christuskirche von Nordosten

Die evangelisch-lutherische Christuskirche ist eine Kirche in der Brühlervorstadt von Erfurt. Sie dient der Erfurter Gemeinde der Selbständigen Evangelisch-Lutherischen Kirche (SELK) als Gotteshaus und gehört zum Kirchenbezirk Sachsen-Thüringen.

## Geschichte
Nachdem bereits 1836 eine Gemeinde der Altlutheraner gegründet worden war, erwarb diese 1844 ein Haus in der Erfurter Altstadt (Große Arche, heute Nr. 14 und Standort des Naturkundemuseums) und richtete dort einen Betsaal ein. 1884 kam es zur Gründung eines Bauvereins, des Vereins zur Erbauung einer Kirche der evangelisch-lutherischen Gemeinde Erfurt. Am 20. Oktober 1912 erfolgte die Grundsteinlegung für einen neoklassizistischen Kirchenneubau nebst Gemeindesaal und Pfarrhaus nach dem Entwurf des Erfurter Architekten Max Brockert in der Tettaustraße südwestlich der Erfurter Altstadt. Am 14. September 1913 feierte die Gemeinde die Weihe ihrer neuen Kirche. Die Festpredigt hielt Kirchenrat Georg Froböß.
Unter der Leitung des Architekten und Holzbildhauers Richard Oertwig (1908–1944) wurde das Innere der Kirche 1938 grundlegend umgestaltet und renoviert. Das Tonnengewölbe wurde entfernt, Wärmedämmung und Akustik verbessert und der Altarraum neu gestaltet. Dabei wurden die drei dort befindlichen Glasmalereien ausgebaut und die Öffnungen verschlossen. Oertwig fertigte als gelernter Holzbildhauer eigenhändig Altar, Kanzel, Kruzifix, Taufstein wie auch Altar- und Kronleuchter. Von 1973 bis 1975 erhielt der 36 Meter hohe Turm eine neue Kupferblech-Eindeckung und die Kirche einen neuen Anstrich. Von 1998 bis 2000 wurden die Dächer der Kirche, des Pfarrhauses und des Gemeindesaals neu gedeckt. Erst im Rahmen der umfassenden Innen- und Außenrenovierung im Jahr 2009 erfolgte auch der Wiedereinbau der seit 1938 eingelagerten Glasmalereien.

## Ausstattung

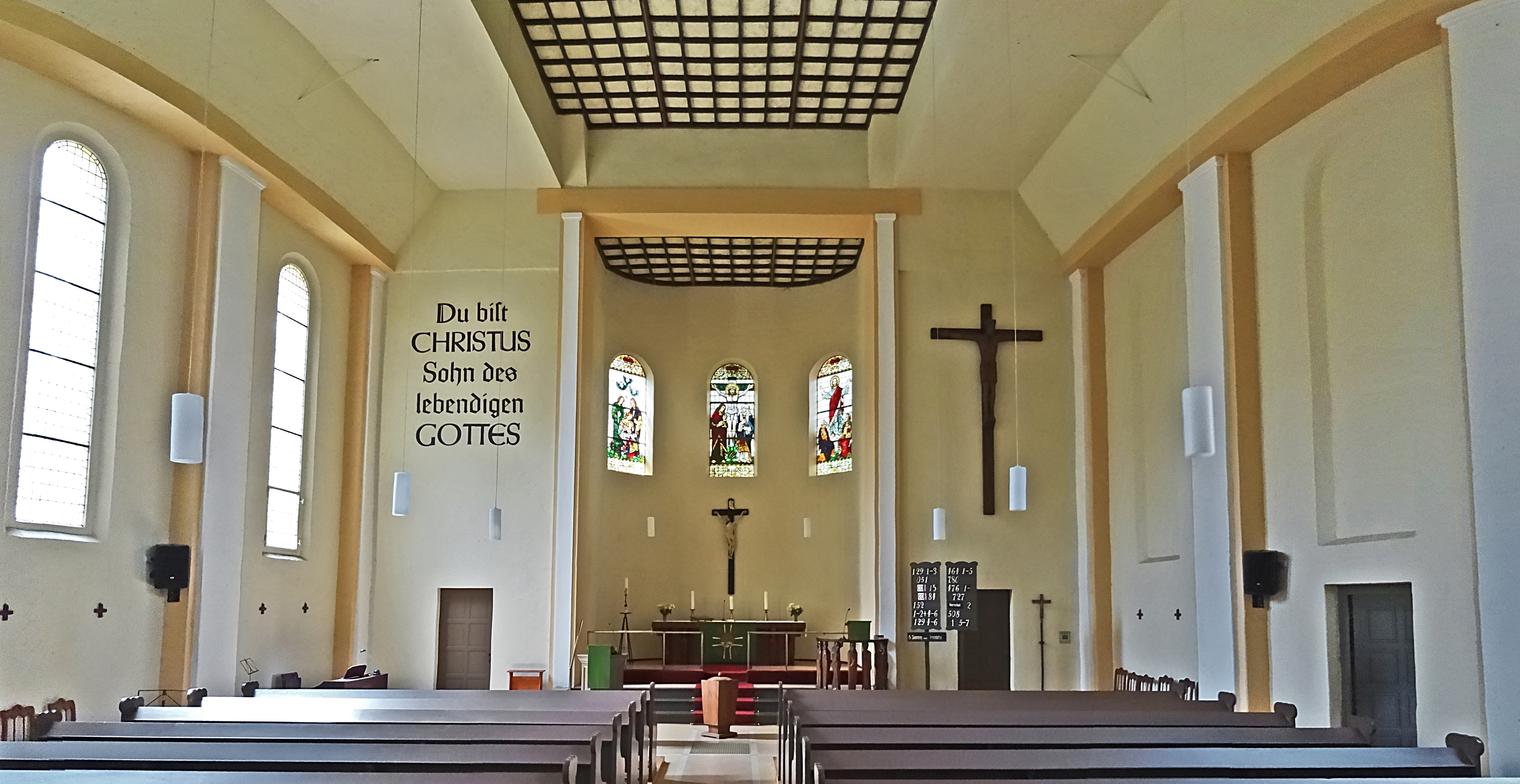
Innenansicht

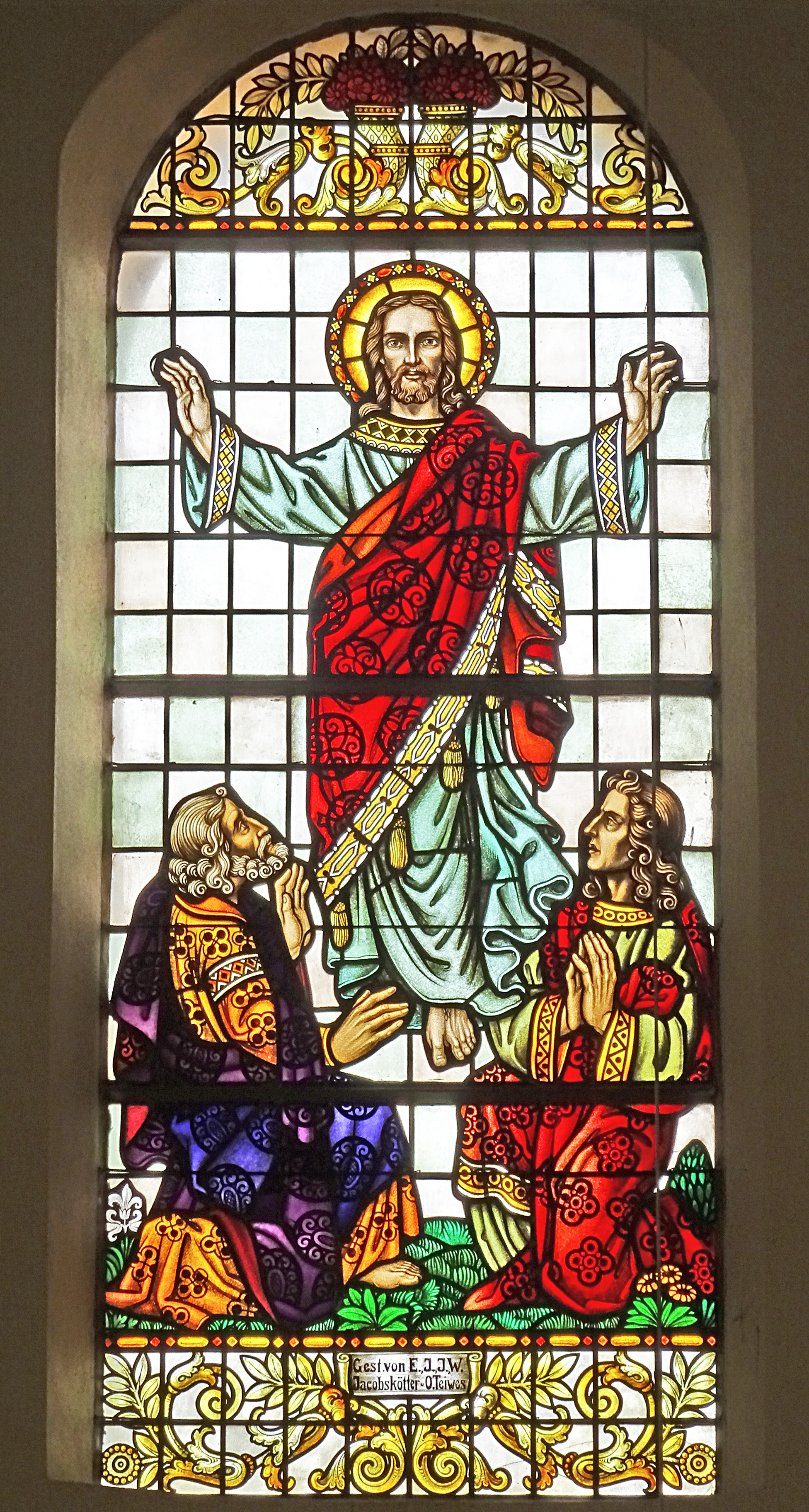
Rechtes Fenster Christi Himmelfahrt

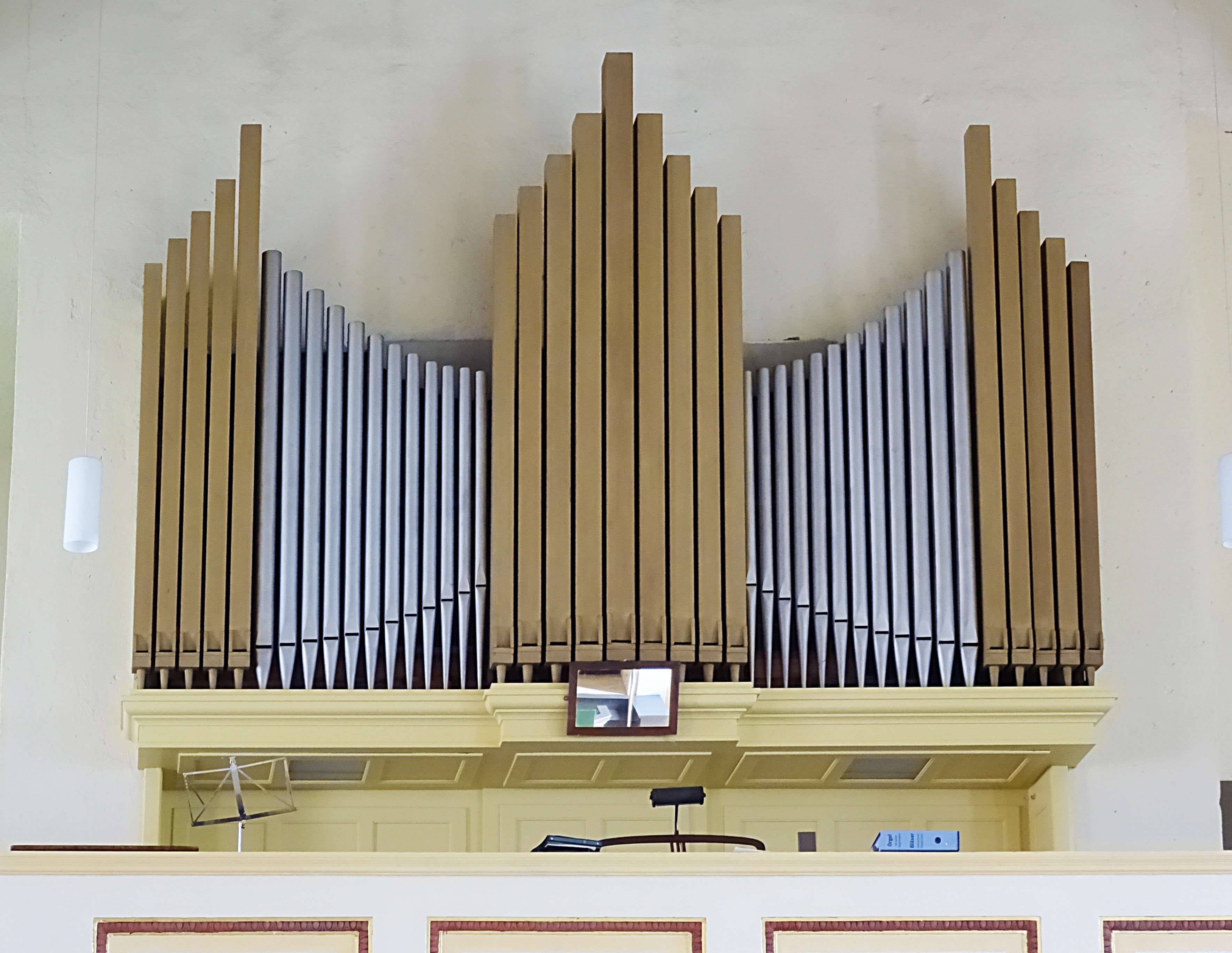
Orgel

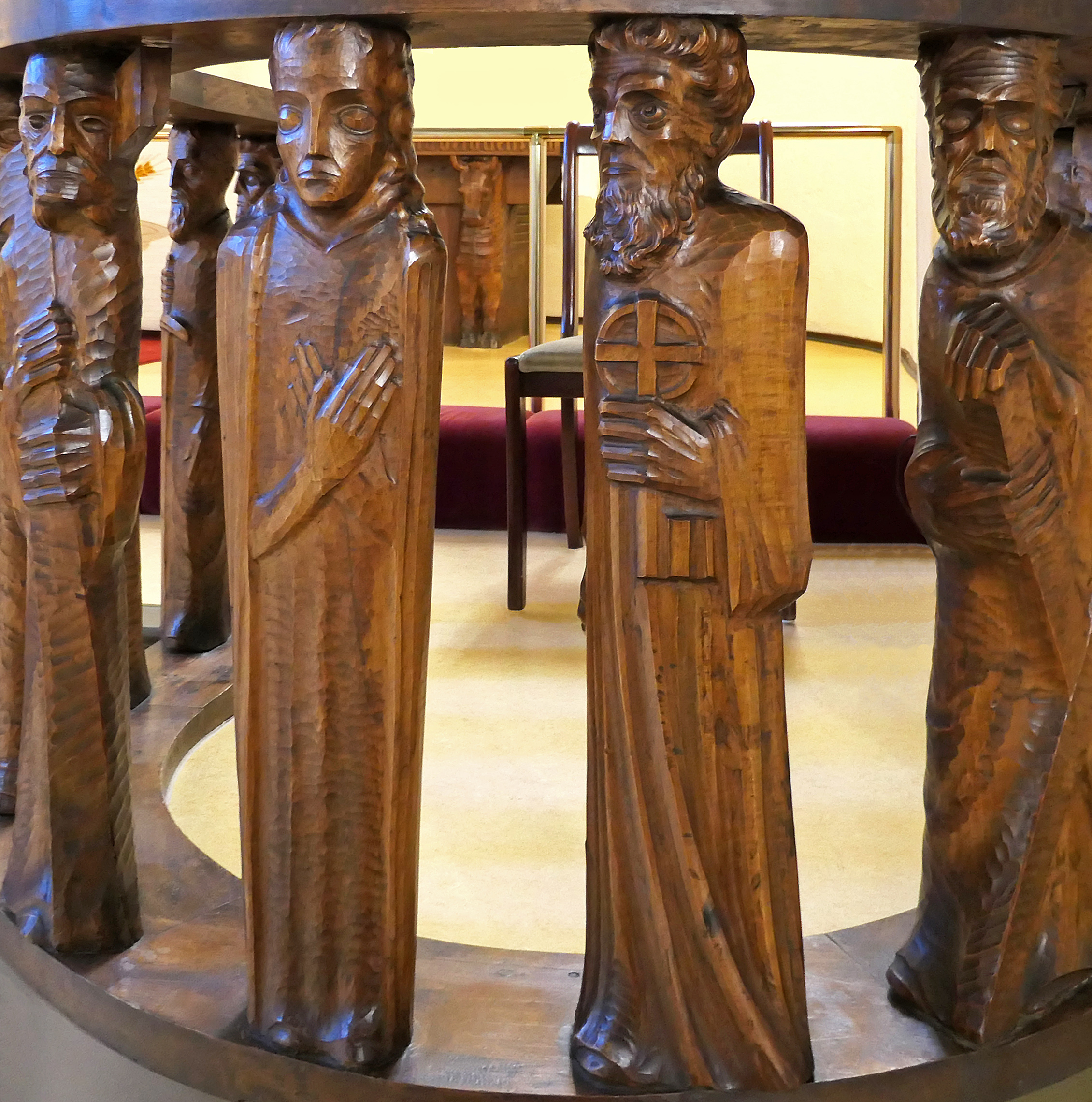
Schnitzfiguren an der Kanzel

### Altar
Bei Fertigstellung des Neubaus wurde der Altar aus dem alten Betsaal übernommen, den Altar in der heutigen Form schuf Oertwig 1938. Die Altarplatte wird getragen von vier Schnitzfiguren, die nach altkirchlicher Symbolik die Evangelisten Markus (Löwe), Johannes (Adler), Matthäus (geflügelter Mensch) und Lukas (Stier) darstellen. Die Schnitzkante ziert der Spruch „Kommet her zu mir alle, die ihr mühselig und beladen seid“ (Matth. 11, 28).

### Kanzel
Die erste Kanzel wurde ebenfalls aus dem ehemaligen Betsaal übernommen und im Kirchensaal auf der rechten Seite vorn aufgestellt, die heutige Kanzel schuf wiederum Oertwig 1938. In der Form einem Hufeisen ähnlich, wird ihre Brüstung von zwölf geschnitzten Aposteln getragen.

### Glasmalereien
Sie befinden sich im Altarraum hoch über dem Altar. Gestiftet wurden die drei Fenster vom Kirchenchor sowie von den Familien Jacobskötter / Teiwes und Sturm. Bei der Umgestaltung 1938 wurden sie ausgebaut, da sie „den Blick auf sich zogen und vom Altar ablenkten“ (Pastor Frithjof Nagel). So entstand über dem Altar Platz für Oertwigs großes Kruzifix. Die Fenster wurden dadurch letztlich vor einer Zerstörung im Zweiten Weltkrieg bewahrt. Bei der Renovierung 2009 wurden die Fenster durch die Kunstglaserei Neuparth (Pößneck) restauriert und wieder eingebaut.

### Orgel
Die im Jahr 1913 erbaute Orgel der Christuskirche ist ein Werk der Langensalzaer Orgelbauwerkstatt von Otto Petersilie. Das Instrument verfügt über etwa 1300 Pfeifen. Die 19 Register verteilen sich auf zwei Manuale und Pedal. Das Werk wurde 1955 durch die Werkstatt Orgelbau A. Schuster & Sohn (Zittau) gereinigt und umgebaut, die erhielt dabei eine Neuintonation. 1996 erfolgten Reinigungs- und Reparaturarbeiten durch die Werkstatt Orgelbau Schönefeld (Stadtilm). Die Bereitstellung der erforderlichen Luft erfolgt durch ein elektrisches Gebläse oder kann notfalls auch manuell erfolgen.

### Glocken
Die ersten drei Bronzeglocken mit der Klangfolge E–F–A stammten von der Glockengießerei Schilling in Apolda und wurden vom Gemeindemitglied und Unternehmer Gottfried Rothe gestiftet. 1917 wurden die beiden größeren Glocken für Rüstungszwecke beschlagnahmt und demontiert. Das gleiche Schicksal erlitten 1942 die 1928 von der Erfurter Glockengießerei Störmer neu gegossenen Bronzeglocken mit der Klangfolge D–Fis–A. Das heutige Geläut besteht aus drei Gussstahlglocken der Gießerei Schilling & Lattermann (Apolda / Morgenröthe-Rautenkranz) mit der Klangfolge Fis–A–H. 1983 erfolgte der Einbau eines elektrischen Läutewerks.

### Weitere Gegenstände
Aus dem Jahr 1938 stammen die von Oertwig geschaffenen Holzleuchter, das große Kruzifix und der Taufstein. Während das große Kruzifix heute im Kirchensaal rechts vom Altarraum hängt, hängt ein kleineres aus dem ehemaligen Betsaal über dem Altar unter dem mittleren Glasgemälde. Im Kirchensaal links vom Altarraum steht in gemalter Schrift der Spruch „Du bist CHRISTUS Sohn des lebendigen GOTTES“ (Matth. 16, 16). Im Gemeindesaal befinden sich Gemälde mit den Porträts von Martin Luther und Philipp Melanchton sowie ein 2019 restauriertes Altarbild aus der Zeit um 1840 mit der Darstellung des gekreuzigten Christus auf Golgatha.
Ebenda befindet sich auch ein kleines Kreuz, gefertigt aus Material des ehemaligen innerdeutschen Grenzzauns. Dem Kircheneingang vorgeschaltet ist eine Gittertür aus mehrfach geknicktem Bandstahl. Diese wurde 1981 vom Reichenbacher Metallgestalter Gottfried Büttner gefertigt und 1982 montiert. Türanschlag und Querträger lassen in der Türmitte ein Kreuz erscheinen.